# Shitan (köpinghuvudort i Kina, Jiangxi Sheng, lat 28,13, long 115,84)
Shitan är en köpinghuvudort i Kina. Den ligger i provinsen Jiangxi, i den sydöstra delen av landet, omkring 62 kilometer söder om provinshuvudstaden Nanchang. Antalet invånare är 33 311. Befolkningen består av 15 811 kvinnor och 17 500 män. Barn under 15 år utgör 23,0 %, vuxna 15-64 år 68 %, och äldre över 65 år 7,0 %.
Runt Shitan är det tätbefolkat, med 459 invånare per kvadratkilometer. Närmaste större samhälle är Xiaogang, 13,2 km norr om Shitan. Trakten runt Shitan består till största delen av jordbruksmark.
Genomsnittlig årsnederbörd är 2 190 millimeter. Den regnigaste månaden är juni, med i genomsnitt 367 mm nederbörd, och den torraste är oktober, med 28 mm nederbörd.